# 增福镇 (长葛市)
增福庙乡，是中华人民共和国河南省许昌市长葛市下辖的一个乡镇级行政单位。位于长葛市北部，距市区5千米。

## 历史
1958年建立增福庙公社，1967年更名为东方红公社，1977年复名增福庙公社，1984年改乡。面积47.8平方千米，1997年有人口3.8万。

## 行政区划
增福庙乡下辖以下地区：
增福庙村、小许村、董庄村、会河村、申店村、段黄庄村、曹庄村、大户陈村、河涯刘村、上坡口村、乔黄村、彭庄村、八宝庄村、盛庄村、崔庄村、牛堂村、张刘寨村和马刘村。